# Chapter Two: Exit, 20TH Century - Enter the 21ST
《Chapter Two》는 대한민국의 음악 그룹 god의 두 번째 정규앨범이다. 첫 앨범 발매 후 약 10개월 여만에 발매되었고, 타이틀 곡 〈사랑해 그리고 기억해〉의 뮤직비디오에는 배우 신민아가 출연하였다. 이 시기 god는 MBC 프로그램 목표달성! 토요일의 코너 god의 육아일기에 출연했는데, 멤버들이 돌보던 아이 한재민 군의 동작을 본따 후속곡 〈애수〉의 안무에 적용하기도 했다. 이 후에는 〈Friday Night〉으로 활동하였다.

## 수록곡
| #            | 제목                                                  | 작사         | 작곡                            | 편곡                            | 재생 시간 |
| ------------ | ----------------------------------------------------- | ------------ | ------------------------------- | ------------------------------- | --------- |
| 1.           | 〈Exit, 20TH Century - Enter the 21ST......〉 (Intro) | god          | 박진영                          | 박진영                          | 2:01      |
| 2.           | 〈사랑해 그리고 기억해〉                              | 박진영       | 박진영                          | 박진영                          | 4:25      |
| 3.           | 〈Dance All Night〉                                   | 박진영       | 방시혁                          | 방시혁                          | 3:50      |
| 4.           | 〈모두 가져가〉                                       | 박진영       | 외국곡                          | 외국곡                          | 3:41      |
| 5.           | 〈그대 날 떠난 후로〉                                 | 박진영       | 외국곡                          | 박진영                          | 3:38      |
| 6.           | 〈Say god〉                                           | god          | 박진영                          | 박진영                          | 3:43      |
| 7.           | 〈애수〉 (哀愁)                                       | 박진영       | 유건영, 박진영                  | 유건영, 박진영                  | 4:09      |
| 8.           | 〈기차〉                                              | 박진영       | 방시혁                          | 방시혁                          | 4:31      |
| 9.           | 〈Friday Night〉                                      | 박진영       | 방시혁                          | 방시혁                          | 3:30      |
| 10.          | 〈21c 우리의 희망〉                                   | god          | Joseph Hung BUI, god, 안용진    | Joseph Hung BUI, god            | 3:30      |
| 11.          | 〈다섯 남자 이야기〉                                  | god          | 박진영, Joseph Hung BUI, 박준형 | 박준형, Joseph Hung BUI, 방시혁 | 3:15      |
| 총 재생 시간 | 총 재생 시간                                          | 총 재생 시간 | 총 재생 시간                    | 총 재생 시간                    | 39:45     |

- 〈그대 날 떠난 후로〉는 빌 위더스의 〈Ain't No Sunshine〉을 인용하였다.
- 〈모두 가져가〉는 듀란 듀란의 〈I Don't Want Your Love〉를 인용하였다.

## 참여
이 목록은 해당 앨범의 부클릿 〈Staff〉, 〈Musicians〉 목록에서 발췌하였다.
| god - 박준형 - 래퍼 - 윤계상 - 보컬 - 데니 안 - 래퍼 - 손호영 - 보컬 - 김태우 - 보컬 뮤지션 - 박진영, 방시혁 - 드럼 편곡, 샘플링, 코러스 - 방시혁 - 드럼 편곡, 샘플링, 컴퓨터 프로그래밍 - 신연아, 김효수 - 코러스 - Joseph Hung BUI - 컴퓨터 프로그래밍 - 엄세희, 이화영, 박수연, 김정아, 최성희, 문수형 - 현악 | 스탭 - 박진영 - 음악 프로듀서 - 정훈탁 - 프로듀서 - EBM 프로덕션 - 이그제큐티브 프로듀서 - 박필원, 정지철 - 매니저 - 임정빈, 유영화 - 녹음 - 성지훈(킹 스튜디오) - 믹싱 - 최효영(소닉 코리아) - 마스터링 - 김정현, 이현아 - 스타일리스트 - 이난 - 사진 - 노민석, 석정훈 - 앨범 디자인 - 명진 - 인쇄 |